# 香川県立香川中部支援学校
香川県立香川中部支援学校（かがわけんりつ かがわちゅうぶしえんがっこう）は、香川県高松市田村町にある公立特別支援学校。知的障害児を教育対象とする。

## 概要
幼稚部、小学部、中学部、高等部から構成されている。当校の母体となった香川県立高松支援学校の東側に位置し、現在でも敷地は連続している。
毎年、当校を校区に含む高松市立鶴尾小学校との交流学習がもたれている。

## 沿革
- 1979年（昭和54年） - 香川県立高松養護学校から知的障害児部門を分離する形で香川県立香川中部養護学校として開校[1]。
- 2023年（令和5年）4月1日 - 香川県立香川中部支援学校に校名変更[2]。香川県立小豆島みんなの支援学校内に高等部分教室を設置。

## 校訓
いきいきと　心ゆたかに　たくましく

## 学部
- 幼稚部
- 小学部
- 中学部
- 高等部
- 寄宿舎